# 蝦夷魷屬
蝦夷魷屬（學名：Yezoteuthis）為管魷目開眼亞目下已滅絕的一屬，為體型十分巨大的魷魚，生存於白堊紀晚期日本附近的海域。本屬僅包含一種，即巨型蝦夷魷（Y. giganteus，或译虾夷巨鱿），化石發現於日本北海道中川町的上蝦夷群。蝦夷魷可能是目前已知體型最大的蛸亞綱化石物種。

## 命名
化石發掘地位於北海道，屬名「Yezo-」來自於當地舊名「蝦夷島（Yezo，也作 Ezo）」，「-teuthis」意思則為魷魚。種名「giganteus」則有巨大、巨型之意。

## 發現與研究
最早出土的蝦夷魷化石為其口部上喙，外型與現存的開眼亞目物種類似，因此將其分類至開眼亞目之下。該喙部化石非常巨大，與現存魷魚比較後，科學家認為蝦夷魷的體型可與現存的大王魷相當，體長（不包含觸手長度）達5（16英尺）。蝦夷魷可能是當地生態系主要的掠食者，處於較高的營養級。
2023年，另一組出土於蝦夷群的口部化石，外型與蝦夷魷的口部十分類似，但該化石的部分特徵比例與蝦夷魷有些許不同，樣本大小也暗示它屬於更大的個體，這意味著這組口部化石可能來自於另一個分類未明的新物種。蝦夷魷與體型略小的羽幌魷屬生存於同一海域，但也有科學家認為波塞冬羽幌魷與巨型蝦夷魷為同個物種。